# Gõ kiến lùn mày trắng
Gõ kiến lùn mày trắng (Sasia ochracea) là loài chim thuộc họ Gõ kiến. Loài này phân bố ở Bangladesh, Bhutan, Campuchia, Ấn Độ, Lào, Myanmar, Nepal, Thái Lan và Việt Nam. Môi trường sống tự nhiên của chúng là các khu rừng núi đá ẩm nhiệt đới và cận nhiệt đới.
Loài chim này làm tổ trên các bụi tre. Chúng dùng chân bẻ gãy cành tre rồi dùng mỏ đan cành tre thành tổ.